# Białczańska Ławka
Białczańska Ławka (niem. Froschband, słow. Bielovodská lávka, węg. Békás-pad) – szeroki i trawiasty zachód w Dolinie Żabiej Białczańskiej w słowackich Tatrach Wysokich. Znajduje się na wschodnich ścianach Żabiego Mnicha i Białczańskich Baszt. Ponad nim i pod nim znajdują się urwiste ściany. Południowy koniec Białczańskiej Ławki znajduje się powyżej najbardziej wciętej części Białczańskiego Kanionu. 
Białczańską Ławką prowadzą taternickie drogi wspinaczkowe. Od dawna jednak cała Dolina Żabia Białczańska to zamknięty dla turystów i taterników obszar ochrony ścisłej Tatrzańskiego Parku Narodowego.
Autorem nazwy zachodu jest Władysław Cywiński.